# Efecto corona

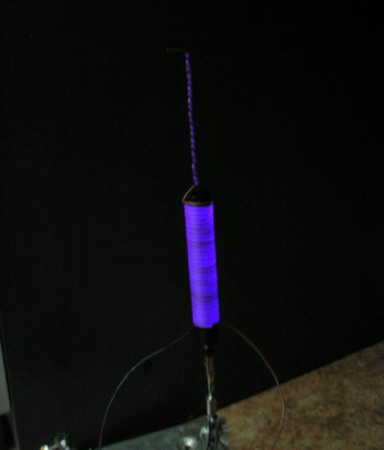
La descarga de corona alrededor de una bobina de alta tensión.

El efecto corona es un fenómeno eléctrico que se produce por la ionización del gas que rodea a un conductor cargado. Ocurre espontáneamente en las líneas de alta tensión y se manifiesta en forma de halo luminoso (por el mismo efecto que las lámparas de descarga). Dado que los conductores suelen ser de sección circular, el halo adopta una forma de corona, de ahí el nombre del fenómeno que incluso para su denominación en inglés recurre a este término.
El efecto corona está causado por la ionización del aire circundante al conductor debido a las heterogeneidades de campo eléctrico en las superficies de los conductores que se producen a altas tensiones, generando diferencias de potenciales localmente altas. Al momento que las moléculas que componen el aire se ionizan, estas son capaces de conducir la corriente eléctrica y parte de los electrones que circulan por la línea pasan a circular por el aire. Tal circulación producirá un incremento de temperatura en el gas, que se tornará de un color rojizo para niveles bajos de temperatura, o azulado para niveles altos. La intensidad del efecto corona, por lo tanto, se puede cuantificar según el color del halo, que será rojizo en aquellos casos leves y azulado para los más severos.
El gas ionizado por el efecto es químicamente activo y durante su ocurrencia se producen gases cómo ozono (O3) y monóxido de nitrógeno (NO) que evoluciona a dióxido de nitrógeno (NO2) y a ácido nítrico en ambientes húmedos. El proceso de obtención de ozono industrial se realiza por un método similar. Cuando el fenómeno se produce espontáneamente y de manera incontrolada estos gases resultan peligrosos ya que son altamente corrosivos lo cual los hace particularmente dañinos para las líneas de transporte de energía. El efecto corona, de manera controlada, se utiliza en variados procesos industriales, tales como impresión y filtrado.
La primera forma de efecto corona registrada fue el fuego de San Telmo. En clima tormentoso en el mar, en ocasiones aparecían luces como flamas rojizas o azuladas en la parte superior de los mástiles de los barcos. Los marineros lo asociaban con una forma de protección y lo nombraron en honor a su patrono, Erasmo de Formia (San Telmo).
En el curso de las investigaciones sobre la electroestática en el siglo XVII, se observó por primera vez el mismo fenómeno en laboratorio. Por lo general, también se le daba el nombre de corona. Ahora normalmente se utiliza el término de efecto corona para describir este fenómeno de descarga de gas eléctrico externo.
El efecto corona puede ser suprimido utilizando anillos anticorona y pantallas que homogeneicen los perfiles de campo eléctrico en los puntos activos de interconexión.

## Introducción
El efecto corona es un proceso en el cual una corriente eléctrica circula desde un electrodo a alto potencial  hacia un medio neutro, ionizando el fluido que cambia de estado a plasma alrededor del electrodo. Los iones que circulan por el medio plasmático pueden, eventualmente, retornar a un punto del mismo conductor a menor potencial o bien recombinarse para volver a formar moléculas de gas neutro.
Cuando el campo eléctrico (gradiente de potencial) es lo suficientemente intenso en algún punto del fluido, el mismo se ioniza y se hace conductor. Es frecuente encontrar en circuitos y sistemas de distribución y transporte eléctricos elementos que puedan contener puntas agudas o cantos filosos, el campo eléctrico en esos conductores, de estar estos sujetos a potencial, es localmente más intenso por el denominado efecto punta. El aire que rodea tales puntas y cantos de los conductores se ioniza localmente, por lo que se vuelve conductor y todo el sistema -aire ionizado, conductor- actúa cómo un mismo conductor, pero ahora de apariencia menos aguda (punta más suave), por lo cual, el efecto no se extiende y queda confinado localmente. Si la geometría del conductor y el gradiente de potencial son lo suficientemente intensos cómo para ionizar y provocar la ruptura dieléctrica del gas en un volumen tal que alcance a otro conductor distinto a menor potencial se producirá una descarga resultando un arco eléctrico.
El efecto corona se da habitualmente en regiones curvas de conductores y electrodos, tales como esquinas en punta, puntas agudas, cantos metálicos o cables de pequeño diámetro. Para evitar o minimizar el este efecto los terminales, conectores y accesorios de los equipos de alta tensión se diseñan con grandes diámetros y curvas redondeadas y suaves típicamente adoptando formas esféricas o toroidales. Uno de los elementos típicos que se implementan para suprimir el efecto son los anillos anticorona los cuales se ubican a extremos de los aisladores de las líneas de alta tensión.

## Tipos de corona
El efecto corona se puede clasificar en positivo o negativo de acuerdo a la polaridad de la tensión en el electrodo que origina el efecto.
Si el potencial del conductor (o sector del conductor) que origina el efecto es mayor que el del electrodo que recibe carga, el efecto se denomina corona "positiva". Si el potencial del electrodo origen, es menor que el del electrodo final, el efecto se denomina corona "negativa".
El comportamiento de las coronas positivas y negativas es notablemente diferente, esto se debe a que las partículas que transportan energía en un caso serán electrones, y en otro iones de carga positiva, la masa de estos dos tipos de partículas es muy distinta por lo que su movimiento es totalmente diferente.
Una de las razones más importantes para diferenciar los tipos de corona es que las coronas negativas producirán mucho más ozono que una corona positiva de igual intensidad, siendo su efecto mucho más destructivo sobre los conductores. 

## Aplicaciones del efecto corona
El efecto corona tiene variedad de aplicaciones a la industria entre las que se pueden destacar:
- Reducción de la resistencia superficial de conductores eléctricos
- Control de descargas electrostáticas en sistemas de aviación
- Producción de ozono
- Desinfección de aguas
- Filtrado de partículas en sistemas de aire acondicionado y escapes de gases. (véase: Precipitador electrostático)
- Remoción de componentes orgánicos indeseados, cómo pesticidas, solventes y armas químicas de la atmósfera.
- Tratamientos para el mejoramiento de la tensión superficial de films poliméricos para mejorar su compatibilidad con adhesivos o tintas de impresión
- Fotocopiado
- Ionizadores de aire
- Propulsores iónicos
- Producción de fotones para cámaras Kirlian
- Láseres de nitrógeno
- Ionización de muestras de gases para su análisis en Espectrómetro de masas
- Refrigeradores de estado sólido o electrostáticos para microprocesadores
- Descargadores para Generadores de Van de Graaff

El efecto corona puede ser usado para generar superficies cargadas, las cuales son útiles en la industria del Fotocopiado. 
También puede ser utilizado para la remoción de material particulado de flujos de aire, primero ionizando el aire, y luego haciéndolo circular a través de superficies cargadas, reteniendo así sólo algunos tipos de partículas cargadas sobre las superficies de carga opuesta.

## Problemas causados por el efecto corona
Las principales consecuencias del efecto corona son:
- Generación de luz
- Ruido audible
- Ruido de radio
- Vibración resultante del viento eléctrico
- Deterioro de los materiales como consecuencia de un bombardeo de iones
- Generación de gases corrosivos, cómo ozono, óxidos de nitrógeno y si hay presencia de humedad, ácido nítrico
- Disipación de la energía
- Daño a los aisladores
- Erosión de materiales plásticos
- Descargas electrostáticas

El efecto corona puede producir ruido audible e interferencias por radiación electromagnética. En líneas de transporte de energía son una de las principales fuentes de pérdida de energía y su acción sobre el aire produce óxidos nitrosos que pueden ser perjudiciales para la salud en zonas densamente pobladas, por lo cual, todo el equipamiento eléctrico se diseña para minimizar su formación. 

## Dónde ocurre
- Alrededor de conductores de línea (Alta tensión)
- En espaciadores y amortiguadores
- Aislante eléctricos dañados - de cerámica o un material diferente de la cerámica. En alta tensión
- Aislantes contaminados
- En los extremos vivos de ensambles de aislantes y manguitos aisladores
- En cualquier punto de su equipo eléctrico, donde la fuerza del campo eléctrico exceda los 3MV/m
- En ciertos árboles de gran tamaño.

## Técnicas para atenuar el Efecto Corona en líneas de transmisión
Algunos de los métodos empleados en la industria para atenuar el efecto corona en líneas de transmisión incluyen:
- Aumento del diámetro de los conductores
- Aumento de distancia entre fases
- Agrupamiento de varios conductores en una sola fase: este tipo de arreglos aumenta el radio medio geométrico de la línea de transmisión.
- Empleo de Anillos anticorona: Un anillo de corona está conectado eléctricamente al conductor de alta tensión, rodeando los puntos donde puede ocurrir el efecto corona. Esto reduce significativamente el gradiente de potencial en la superficie del conductor, ya que el anillo distribuye la carga a través de un área más amplia debido a su forma redonda y suave.
- Reemplazo de conductores

## Parámetros del Efecto Corona

### Tensión crítica disruptiva
El efecto corona se producirá cuando la tensión de la línea supere la tensión crítica disruptiva del aire, es decir, aquel nivel de tensión por encima del cual el aire se ioniza. La fórmula más utilizada para la determinación de la tensión crítica disruptiva es la propuesta por el ingeniero americano F.W. Peek:
{\displaystyle Vc=21.2\cdot \delta \cdot r\cdot \ln {\frac {DMG}{r}}\cdot n\cdot k_{r}\cdot k_{m}\cdot k_{g}}
Donde:
- Vc es el valor de tensión crítica disruptiva en kV.
- δ es el factor de densidad del aire.
- r es el radio del conductor en centímetros.
- DMG es la distancia media geométrica entre fases.
- n es el número de conductores por fase.
- kr es el coeficiente de rugosidad del conductor empleado, cuyo valor suele ser:
  - 1 para conductores nuevos.
  - 0,98 - 0,93 para conductores viejos (con protuberancias).
  - 0,87 - 0,83 para cables formados por hilos.
- km es el coeficiente medioambiental, cuyo valor suele ser:
  - 1 cuando el aire es seco.
  - 0,8 para aire húmedo o contaminado.
- kg es el factor de cableado.

El cálculo DMG dependerá en cada caso de la geometría de la línea eléctrica.
El factor de densidad del aire se calcula como:
{\displaystyle \delta ={\frac {273+20}{273+T}}\cdot {\frac {P}{760}}}
Donde:
- T es la temperatura del aire en grados celsius
- P es la presión del aire en milímetros de mercurio.

### Pérdidas de potencia activa
Para aquellos casos en los que se produce el efecto corona, la pérdida de potencia se calcula según la fórmula:
{\displaystyle P_{c}={\frac {244}{\delta }}\left({f+25}\right){\sqrt {\frac {r}{DMG}}}\left({V_{s}-V_{c}}\right)^{2}\cdot 10^{-5}}
Donde:
- Pc es la pérdida de potencia en kW/km.
- δ es el factor de densidad del aire.
- f es la frecuencia de la línea en Hz
- DMG es la distancia media geométrica entre fases.
- Vs es el valor de la tensión fase-neutro (o tensión simple) en kV.
- Vc es el valor de tensión crítica disruptiva en kV.

## Uso de equipos en la detección del efecto corona. Cámaras efecto corona en la industria energética
La detección del efecto corona se está usando como herramienta de diagnóstico para controlar componentes críticos en una red eléctrica. Al usar una cámara de radiación ultravioleta de alta sensibilidad como las CoroCAM de Amperis, se pueden registrar las radiaciones corona y ultravioleta para evaluar el estado de un equipo. Las fallas en los equipos de alto voltaje conllevan un riesgo muy elevado por lo que un mantenimiento preventivo ahorra elevados costos. Las descargas parciales se pueden dar también por defectos estructurales o problemas en el aislamiento.
Cuando se producen fenómenos de descarga parcial y corona, se empiten grandes cantidades de radiación ultravioleta que nos indica las condiciones del aislamiento del equipo operativo y la detección de defectos. El método óptico es sin duda el método de diagnóstico de descarga más idóneo y el que ofrece mayor sensibilidad y resolución en todas las condiciones.
Al usar un receptor de radiación ultravioleta de alta sensibilidad, se pueden registrar las radiaciones corona y ultravioleta para evaluar el estado del equipo a través del procesamiento y análisis de los datos obtenidos.
Principio de detección de descarga de corona usando una cámara de imagen ultravioleta:
Cuando se produce una descarga de ionización en un equipo de alto voltaje, se puede producir una corona, un flameo o un arco debido a la diferencia en la intensidad del campo eléctrico. Durante este proceso de ionización de los electrones (descarga) se libera energía, se emite luz, sonido, ozono, ultravioleta, etc. Con la tecnología de imágenes UV se detectan estas señales ultravioletas producidas durante el proceso de descarga. Mediante esta tecnología se puede detectar la ubicación y la intensidad de la corona después del procesamiento de datos, imágenes y superposición con imágenes de luz visible.
Entre todas las frecuencias de luz emitidas, las ondas UV han demostrado ser la única forma eficiente para este tipo de pruebas. El rango de longitud de onda UV es usualmente de 40 - 400 nm. la longitud de onda del ultravioleta solar que llega a la superficie de la Tierra es más de 300 nm. (debido a la capa de ozono de la Tierra, que absorbe una parte del ultravioleta de onda larga)
Las ondas de luz ultravioleta de menos de 280 nm se encuentran en el área ciega solar. Si se puede detectar, entonces solo puede ser de la radiación de la Tierra.
El principio de las cámaras Amperis CoroCAM es utilizar el intervalo ciego solar gracias a la aplicación de filtros especiales, por lo que el instrumento puede trabajar entre la longitud de onda de 240 a 280 nm de ultravioleta durante el día (banda UV ciega solar), de modo que incluso durante el día el efecto corona puede ser observado. Algunas de las cámaras de imagen ultravioleta solo se pueden usar en un momento determinado del día o de la noche debido a la interferencia del sol proveniente de los rayos ultravioletas.
El efecto corona en un equipo de alto voltaje en la etapa inicial de descarga no es continuo, sino fugaz. Las cámaras CoroCAM de imagen ultravioleta permiten la observación de la corona con dos modos: monitoreo en tiempo real y modo integrado, que muestra y retiene la cantidad de fotones ultravioleta en un cierto tiempo y área determinada (la región puede ajustarse) en la pantalla, y se actualiza en tiempo real.
Es decir, la corona es un efecto luminoso desencadenado por altos campos eléctricos localizados que exceden un cierto valor crítico que ioniza el aire y se produce la descarga (en condiciones atmosféricas normales ese valor crítico esta entre 20-30 kV/cm
Durante el proceso de DP, las moléculas de nitrógeno en el aire está excitado y emiten radiación ultravioleta, generalmente en el rango de longitud de onda de 200-405 nm.
Principales factores que afectan la detección UV:
Con la cámara de efecto corona se observan el número de fotones y este parámetro se usa como índice de intensidad en el objeto observado de la corona. Muchos factores tienen un efecto directo y afectan al recuentro de fotones como: la distancia de detección, la humedad de la atmósfera, la temperatura ambiente, la presión, la altitud y la configuración de ganancia del instrumento:
- Distancia de detección: La distancia de detección tiene un efecto destacado en los resultados, es decir a mayor distancia de detección menor campo de visión y menos sensibilidad.
- Humedad y contaminación: La humedad juega un papel importante y se debe encontrar la manera de solucionar este problema para permitir el análisis. A medida que aumenta la humedad, se mejora la conductividad de la superficie del aislador, lo que favorece la descarga. A más humedad atmosférica esta absorbe más luz ultravioleta de modo que se reduce la detección de radiación ultravioleta.

- Efectos de la presión y temperatura del aire: Si la presión aumenta o la temperatura disminuye, la intensidad del campo eléctrico de la corona aumenta, ya que la densidad del aire aumenta, por lo que la distancia promedio entre las moléculas de aire aumenta y el camino libre de los electrones disminuye y el aire es más difícil de ionizar, aumentando la intensidad del campo eléctrico de la corona.
- Efectos de la altitud: Cuando la elevación aumenta, la presión disminuye, por lo que el voltaje que causa la corona inicial disminuye. Es decir a más altitud menor efecto corona.
- La influencia de la ganancia del detector: La ganancia de la cámara se regula, por lo que el instrumento puede ser sensible a la corona, mientras que la influencia de la interferencia de fondo se puede reducir.

Características de la inspección por efecto corona
La inspección UV está diseñada para detectar fenómenos externos en la superficie del equipo.
Como hemos visto antes la humedad nos perjudica la medición, pero se pueden realizar inspecciones bajo prácticamente cualquier condición climática (sin incluir la lluvia). Dichas inspecciones permiten detectar potenciales problemas en sus primeras etapas, antes de que hayan progresado hasta el punto de un daño grave y la necesidad correspondiente de reemplazo rápido del componente afectado. Al estar relacionado con el voltaje en lugar de con la corriente, la descarga en corona tiene una apariencia periódica intermitente que corresponden al patrón sinusoidal de la línea.
La corrosión y la erosión debidas al ozono y los óxidos de nitrógeno creados por la corona son procesos que coexisten con la descarga de corona. Por lo que se produce la corrosión en el aislador de porcelana (en la figura de abajo se ven las 2 separaciones formadas).
Efecto Corona: preocupación ambiental y de seguridad
Como se mencionó, la descarga parcial, como es una fuente de ruido de audio (AN) o interferencias de radio o TV (RI o TVI), por lo que debe eliminarse incluso si no tiene un efecto inmediato en la confiabilidad de la línea. Lo primero que se debe hacer es localizar exactamente la fuente de DP buscando la corona. Con el uso de la gama de cámaras de efecto corona CoroCAM de Amperis, en pocos minutos las fuentes de descarga están perfectamente ubicadas e identificadas.
Corona agente activo de degradación
Con las CoroCAM de Amperis se pueden detectar actividades de efecto corona en aislantes de polímero. Estos aislantes no cerámicos son susceptibles de degradación por el efecto corona, ya que el ácido nítrico formado por el óxido de nitrógeno generado y los vapores de agua dañan la carcasa de polímero. Además, una grieta o pinchazo en la carcasa de polímero permitirá que la humedad penetre en la fibra de vidrio barra. La combinación de humedad y el material ácido degrada la varilla de fibra de vidrio produciendo incluso la fractura.
Los aisladores de porcelana también sufren los efectos de las DP. En estos casos la cámara de efecto corona indica arcos cortos o internos, cemento agrietado o erosionado, junta oxidada, etc.
Corona como indicador
Como hemos explicado, el efecto corona es una indicador de diseños e instalaciones defectuosos, así como de material deficiente. La aparición de corona indica procesos de degradación en proceso y nos ayuda como alerta. Una de las aplicaciones para la inspección de corona se encuentra en la etapa de puesta en marcha de cualquier instalación eléctrica nueva. La Amperis CoroCAM es una herramienta para permitir que el operador del sistema de potencia verifique que la instalación se realizó correctamente. Usando las cámaras de efecto corona durante la puesta en marcha da como resultado menos esfuerzos de mantenimiento.
Conclusión
Una cámara de efecto corona que genera imágenes UV desempeña un papel importante en la detección de defectos en construcciones eléctricas de alta y media tensión. Así detectamos e identificamos la ubicación real de la descarga a través de la alta resolución de las CoroCAM.
Las cámaras para la detección de efecto corona de Amperis, usan la imagen ultravioleta que es una tecnología relativamente nueva, pero es fácil de usar, eficiente, intuitiva y la monitorización en vivo facilita la detección y el mantenimiento. Estas cámaras proporcionan una respuesta inmediata en procesos con problemas que quedarían sin detectar y sin asistencia. La inspección UV en líneas aéreas de distribución y subestaciones nos facilita información de las condiciones en las que se encuentra la línea (detección temprana de fallas) y sobre la calidad del diseño y de la mano de obra durante la fase de instalación.
Hay muchas más aplicaciones en la industria de la energía que pueden explotarse con esta tecnología. La detección de descarga de corona es solo una de ellas.